# Histoires de rire
Pour plus de détails, voir Fiche technique et Distribution.
Histoires de rire est une comédie française à sketches de courts métrages, réalisé en 1932 par Jean Boyer.

## Synopsis
Trois histoires de quiproquos :
1. Neiges canadiennes : une journaliste croit avoir trouvé au milieu des aliénés d'un asile un homme sain d'esprit. Ce qui va se révéler une erreur d'appréciation manifeste.
2. Gratte-ciel : un clochard, alléché par une annonce, se rend au service des aumônes d'une banque. Mal lui en prend.
3. Ce sont des choses qui n'arrivent jamais : deux vieux domestiques se sont connus en parlant au téléphone. Chacun d'eux croit l'autre jeune et élégant. Quand, au bout d'une série de rendez-vous manqués, il se rencontrent enfin, la surprise est au rendez-vous.

## Fiche technique
Source IMDb
- Réalisation : Jean Boyer
- Scénario : d'après une chanson de Jean Boyer (épisode 3)
- Producteur : Robert T. Kane
- Production et distribution : Paramount
- Format : Noir et blanc - 1,37:1 - 35 mm - son mono (système sonore Western Electric)
- Langue : français
- Pays d'origine : France
- Durée : 20 minutes
- Genre : court métrage de comédie
- Format : noir et blanc - 35 mm - 1,37:1 - son mono
- Tournage : aux studios de Joinville, 20 avenue du Général Galliéni, 94340 Joinville-le-Pont, Val-de-Marne
- Année de sortie en France : 1932

## Distribution
Source IMDb
Épisode 1 :
- Arielle
- Robert Goupil : un fou
- Louis Ravet
- Maurice Rémy

Épisode 2 :
- Marcel Barencey
- Raoul Marco
- Bazin
- Robert Goupil : un clochard
- Fernand Frey : un clochard

Épisode 3 :
- Lita Recio
- Paul Pauley
- Paul Sidonac
- Ginette Vincent

Sans précision d'épisode :
- Nina Myral : la vieille cuisinière
- Adrien Lamy
- Andrée Champeaux
- Marcel Méral
- Paul Faivre
- Blanche Delimoge